# Wolnica (Lubusz)
Pour les articles homonymes, voir Wolnica.
Wolnica (prononciation : [vɔlˈnit͡sa]) est un village polonais de la gmina de Kożuchów dans le powiat de Nowa Sól de la voïvodie de Lubusz dans l'ouest de la Pologne.
Il se situe à environ 10 kilomètres au nord-ouest de Kożuchów (siège de la gmina), 14 kilomètres à l'ouest de Nowa Sól (siège du powiat) et 13 kilomètres au sud de Zielona Góra (siège de la diétine régionale).

## Histoire
Au cours du deuxième partage de la Pologne en 1793, le village est annexé par le Royaume de Prusse sous le nom de Freiheit , puis après 1844 Freiheitsvolwerk. (voir Évolution territoriale de la Pologne)
Après la Seconde Guerre mondiale, avec la mise en œuvre de la ligne Oder-Neisse, le village retourne à la République populaire de Pologne.
De 1975 à 1998, le village appartenait administrativement à la voïvodie de Zielona Góra.

Depuis 1999, il appartient administrativement à la voïvodie de Lubusz